# Love You Like a Love Song
«Love You Like a Love Song» (с англ. — «Люблю тебя, как песню о любви») — сингл американской поп-группы Selena Gomez & the Scene с их третьего студийного альбома When the Sun Goes Down, выпущенный 17 июня 2011 года.
Песня имела успех в Северной Америке, достигнув 22-го места в чарте Billboard Hot 100 и 10-го места в чарте Canadian Hot 100. Она является самым успешным синглом группы в США, продержавшись дольше всех в чарте, продав более 2 миллионов копий и став платиновой. Песня заняла 1-е место в России, вошла в первую 10-ку в Венгрии, Мексике и Словакии, стала золотой в Австралии и Швеции и платиновой ― в Норвегии.

## Информация о песне
Авторами песни являются Антонина Армато и Тим Джеймс. «Love You Like a Love Song» — композиция в умеренном темпе, жанра электропоп и данс-поп с элементами евродиско. В рецензии About.com песня охарактеризована как «ультразапоминающаяся», «гипнотическая» и «умеренно сексуальная». «Love You Like a Love Song» получила статус Платинового сингла в США.

## Видеоклип
Режиссёрами видеоклипа стали Джереми Джаспер и Джорджи Гревиль, ранее работавшие с Goldfrapp и Florence and the Machine. Селена Гомес отметила, что это «самый сумасшедший видеоклип» из всех, что у неё есть. Премьера клипа состоялась 23 июня 2011 на Vevo. Сюжет видео начинается со сцены в футуристическом караоке-баре, где человек поёт песню Гомес «Naturally». После него на сцену выходит сама Селена в наряде, созданном по образам фильма «Амадей». Во время исполнения песни действие переносится в различные места, проецируемые на экраны караоке-машиной.
Ещё до выхода видеоклип спровоцировал скандал и негативную реакцию организации PETA, поскольку на появившихся в интернете фотографий со съёмок появляются раскрашенные лошади. Несмотря на то, что в процессе была использована нетоксичная краска из органических материалов и подтверждение от Humane society о том, что ни одно животное во время клипа не пострадало, PETA и её активный сторонник — певица Пинк — выразили своё негативное отношение к появлению покрашенных животных. Пинк охарактеризовала это действие «глупым». Селена Гомес заявила, что не знала о покраске животных и полагала, что цвет был добавлен при помощи компьютерной графики. В итоге было принято решение не включать эту сцену в клип.

## Список композиций
Digital download
| №  | Название                    | Длительность |
| -- | --------------------------- | ------------ |
| 1. | «Love You Like a Love Song» | 3:08         |

European CD single
| №  | Название                                                 | Длительность |
| -- | -------------------------------------------------------- | ------------ |
| 1. | «Love You Like a Love Song» (Radio Version)              | 3:08         |
| 2. | «Love You Like a Love Song» (Radio Version Instrumental) | 3:08         |

Digital EP
| №  | Название                                                 | Длительность |
| -- | -------------------------------------------------------- | ------------ |
| 1. | «Love You Like a Love Song» (Radio Version)              | 3:09         |
| 2. | «Love You Like a Love Song» (Radio Version Instrumental) | 3:06         |
| 3. | «Love You Like a Love Song» (The Alias Radio Edit)       | 3:28         |
| 4. | «Love You Like a Love Song» (The Alias Extended Mix)     | 5:47         |
| 5. | «Love You Like a Love Song» (Dave Aude Club Remix)       | 6:27         |
| 6. | «Love You Like a Love Song» (Dave Aude Radio Edit)       | 3:17         |

## Награды и номинации
| Год  | Награда                  | Категория                    | Песня                     | Итог      |
| ---- | ------------------------ | ---------------------------- | ------------------------- | --------- |
| 2011 | Teen Choice Awards       | Выбор зрителя: Песня о любви | Love You like a Love Song | Победа    |
| 2012 | MTV Video Music Awards   | Лучшее женское видео         | Love You like a Love Song | Номинация |
| 2012 | Hollywood Teen TV Awards | Песня года                   | Love You like a Love Song | Номинация |
| 2012 | MuchMusic Video Awards   | Лучшее международное видео   | Love You like a Love Song | Номинация |

## Чарты и сертификации
| Чарт (2011)                                | Лучший результат |
| ------------------------------------------ | ---------------- |
| Австралия (ARIA)                           | 48               |
| Бельгия/Фландрия (Ultratop 50)             | 15               |
| Бельгия/Валлония (Ultratip Bubbling Under) | 14               |
| (Billboard Hot 100)                        | 15               |
| Великобритания (OCC UK Singles)            | 58               |
| Венгрия (Dance Top 40)                     | 11               |
| Венгрия (Rádiós Top 40)                    | 2                |
| Дания (Tracklisten)                        | 31               |
| Ирландия (IRMA)                            | 49               |
| Испания (PROMUSICAE)                       | 41               |
| Канада (Billboard Canadian Hot 100)        | 10               |
| (Billboard Mexican Airplay)                | 16               |
| Новая Зеландия (Recorded Music NZ)         | 21               |
| Норвегия (VG-lista)                        | 14               |
| Russian Airplay Chart                      | 1                |
| Romanian Top 100                           | 70               |
| Словакия (Rádio — Top 100)                 | 3                |
| ФДР TOP 40                                 | 1                |
| Франция (SNEP)                             | 17               |
| Чехия (Rádio — Top 100)                    | 13               |
| Швеция (Sverigetopplistan)                 | 41               |
| Billboard Hot 100                          | 22               |
| Adult Pop Songs (Billboard)                | 13               |
| Hot Dance Club Songs (Billboard)           | 1                |
| Pop Songs (Billboard)                      | 6                |

| Регион | Сертификация  | Продажи   |
| --- | ------------- | --------- |
| Австралия (ARIA) | Золотой       | 35 000^   |
| Норвегия (IFPI Norway) | Платиновый    | 10 000*   |
| Россия (NFPF) | Платиновый    | 200,000*  |
| Швеция (GLF) | Золотой       | 20 000    |
| Великобритания (BPI) | Золотой       | 400 000   |
| США (RIAA) | 4× Платиновый | 4 000 000 |
| * Данные о продажах приведены только на основе сертификации. · ^ Данные о тиражах приведены только на основе сертификации. · Данные о продажах + прослушиваниях приведены только на основе сертификации. |               |           |

## Хронология релиза
| Страна       | Дата                   | Формат               | Лейбл             |
| ------------ | ---------------------- | -------------------- | ----------------- |
| США          | 17 июня 2011           | цифровая дистрибуция | Hollywood Records |
| Австралия    | 17 июня 2011           | цифровая дистрибуция | Hollywood Records |
| 20 июня 2011 | Contemporary hit radio |                      | Hollywood Records |
| США          | Contemporary hit radio | 16 августа 2011      | Hollywood Records |
| Австралия    | 19 августа 2011        | Digital EP — Remixes | Hollywood Records |